# Autopista Perito Moreno
La Autopista Perito Moreno es una autopista de la ciudad de Buenos Aires que comienza en la Avenida General Paz como continuación del Acceso Oeste y termina en la Autopista 25 de Mayo AU 1 junto con la Avenida Dellepiane y la AU 7
Recorre los barrios Versalles,Liniers, Villa Luro y Parque Avellaneda.

## Historia

### La Avenida Perito Moreno
La AU 6 recorre la traza que antiguamente ocupaban las vías del ramal del Ferrocarril del Oeste que unía la ribera del Riachuelo, inaugurado el 14 de septiembre de 1895 en reemplazo del ramal que unía las vías que partían de la terminal de Once de Septiembre con la quema de las basuras, por las actuales calles Sánchez de Loria, Oruro, Deán Funes y Zavaleta.
El rápido crecimiento que experimentaba la ciudad por esa época requirió que se liberaran las calles que ocupaba el ruidoso y humeante ferrocarril a vapor cargado con basura, y en consecuencia se emplazó el nuevo ramal por el entonces despoblado sudoeste porteño.
La supresión de la quema de basuras en el establecimiento municipal de Pompeya motivó el desmantelamiento de este ramal en el año 1951, y la construcción de la Avenida del Justicialismo para conectar las zonas sur y oeste de la ciudad. Con la salida forzada del presidente Juan Domingo Perón debido a un golpe de Estado, la dictadura de Pedro Eugenio Aramburu renombró esta arteria vial como Avenida Perito Moreno en 1955. En el año 1973 volvió a su nombre original hasta que en 1976, cuando una nueva dictadura cambió su nombre mediante el decreto 1665/76 por el de Avenida Perito Moreno nuevamente.

### Construcción de la autopista
El 10 de junio de 1977, en el marco del nuevo Plan de Autopistas Urbanas presentado por el intendente Cacciatore, se realizó una licitación internacional para las empresas interesadas en la construcción inmediata de las dos primeras autopistas: la 25 de Mayo (AU1) y la Perito Moreno (AU6). El 5 de octubre se presentaron al concurso de precalificación once consorcios internacionales; de ellos, seis fueron aceptados.
El 2 de enero de 1978 se adjudicó la obra al consorcio integrado por las empresas españolas Huarte y Cía. S.A. y Viales, Estacionamientos S.A., y las argentinas Empresa Argentina de Cemento Armado S.A. de Construcciones (E.A.C.A.) y Polledo S.A.I.C. y F., esta última reemplazada posteriormente por INDECO S.A. El concesionario adoptó el nombre de Autopistas Urbanas Sociedad Anónima (AUSA), y su objetivo fue construir, mantener y explotar las dos autopistas a través del sistema de peaje. El derecho de explotación se les otorgó por un período de 28 años a partir de la firma de la concesión.
La construcción de las Autopistas 25 de Mayo y Perito Moreno comenzó el 2 de noviembre de 1978 y fueron finalmente inauguradas el 6 de diciembre de 1980, sumando un total de alrededor de 15,5 kilómetros de vías rápidas, y con un peaje cada una.
Las obras significaron la expropiación de numerosos terrenos a lo largo de los trazados previstos, con la entrega de créditos para viviendas para los propietarios, y la utilización de la fuerza para quienes se resistían a ceder sus viviendas. La elección del método de viaducto adoptada para la mayor parte del recorrido de los viaductos provocó lo que los vecinos y urbanistas reticentes vieron como la interrupción del paisaje urbano, la segmentación y desvinculación de los barrios. También fueron afectados diversos espacios verdes como la plaza Martín Fierro, el Parque Chacabuco y el Parque Avellaneda.
Los trabajos fueron financiados por créditos solicitados a organismos financieros internacionales, y fueron víctimas de numerosas denuncias de sobreprecios y mal manejo de fondos. Finalmente, solo dos de las ocho autopistas fueron inauguradas con un costo de 730 millones de dólares, el 6 de diciembre de 1980: la 25 de Mayo (AU1) y la Perito Moreno (AU6).

## Recorrido
A continuación, se muestra un mapa esquemático de las entradas, salidas y puentes importantes de esta autopista.
|  |  | RMCONTg |

|  | RMq | RMIco | RMq |

|  |  | RM |

|  | exSTRq | RMIo4 + RMIo1 | exSTRq |

|  | exSTRq | RMIo3 + RMIo2 | exSTRq |

|  |  | RM | STADIUM |

|  |  | RM |

|  | BAHN | RM + RGuq |  |

|  | exSTR+l | RMIo2 |  |

|  | TEEe | RMIo3 | STRq |

|  |  | RM |

|  | STRq | SKRZ-Muq | TEEa |

|  | exSTRq | RMIo3 | exSTR |

|  | exSTRq | RMIo2 | exTEEe |

|  |  | RM |

|  | STRq | SKRZ-Muq | STRq |

|  |  | RM | lNAT |

|  |  | GRENZE |

|  |  | RM |

|  | STRq | SKRZ-Moq | STRq |

|  |  | RM |

|  | RMq | RMIcu | RMq |

|  | BUS | RM |  |

|  |  | RMCONTf |

## Imágenes

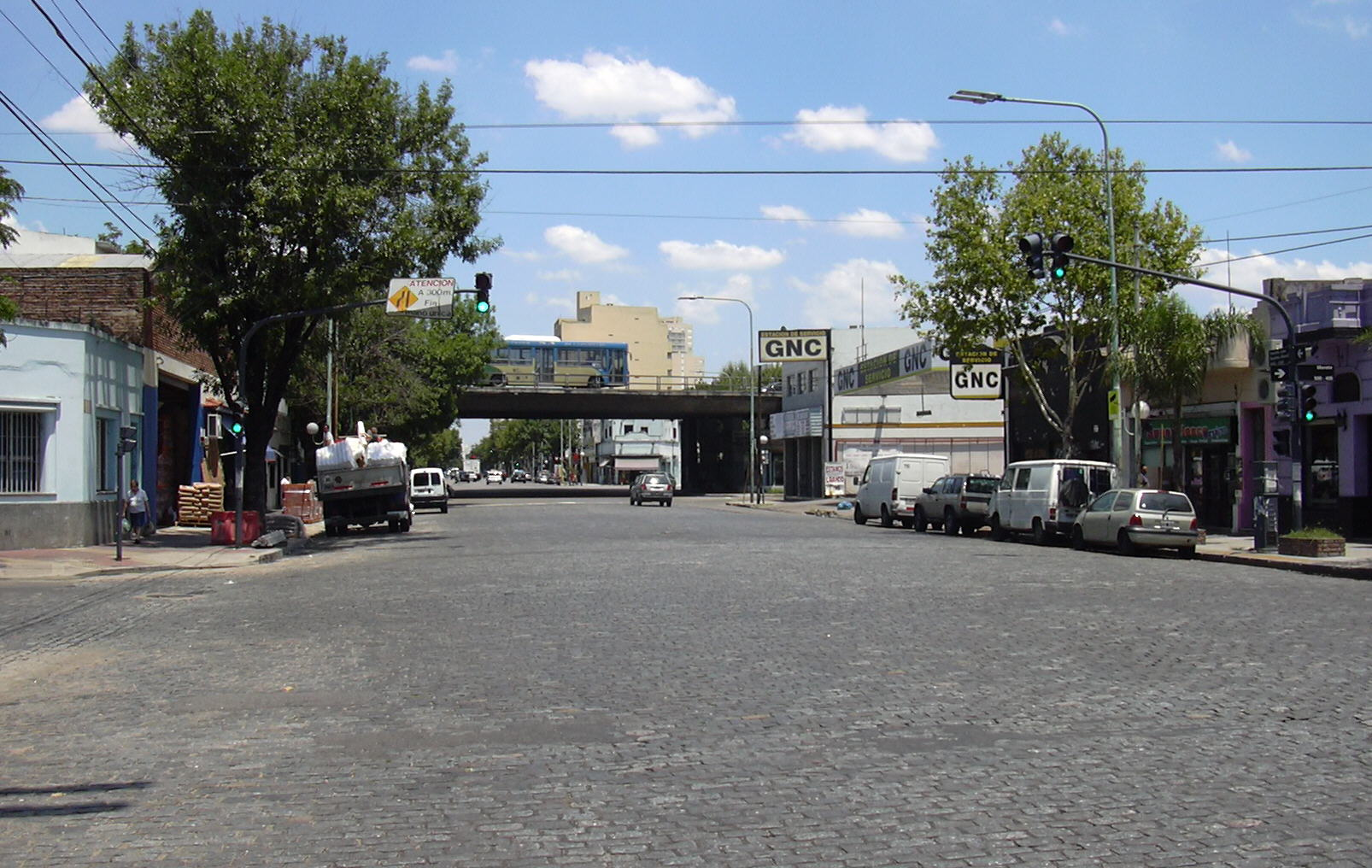
Vista desde el este de la Av.Juan Bautista Alberdi al 4500(Villa Luro) y al fondo el cruce de la Autopista Perito Moreno
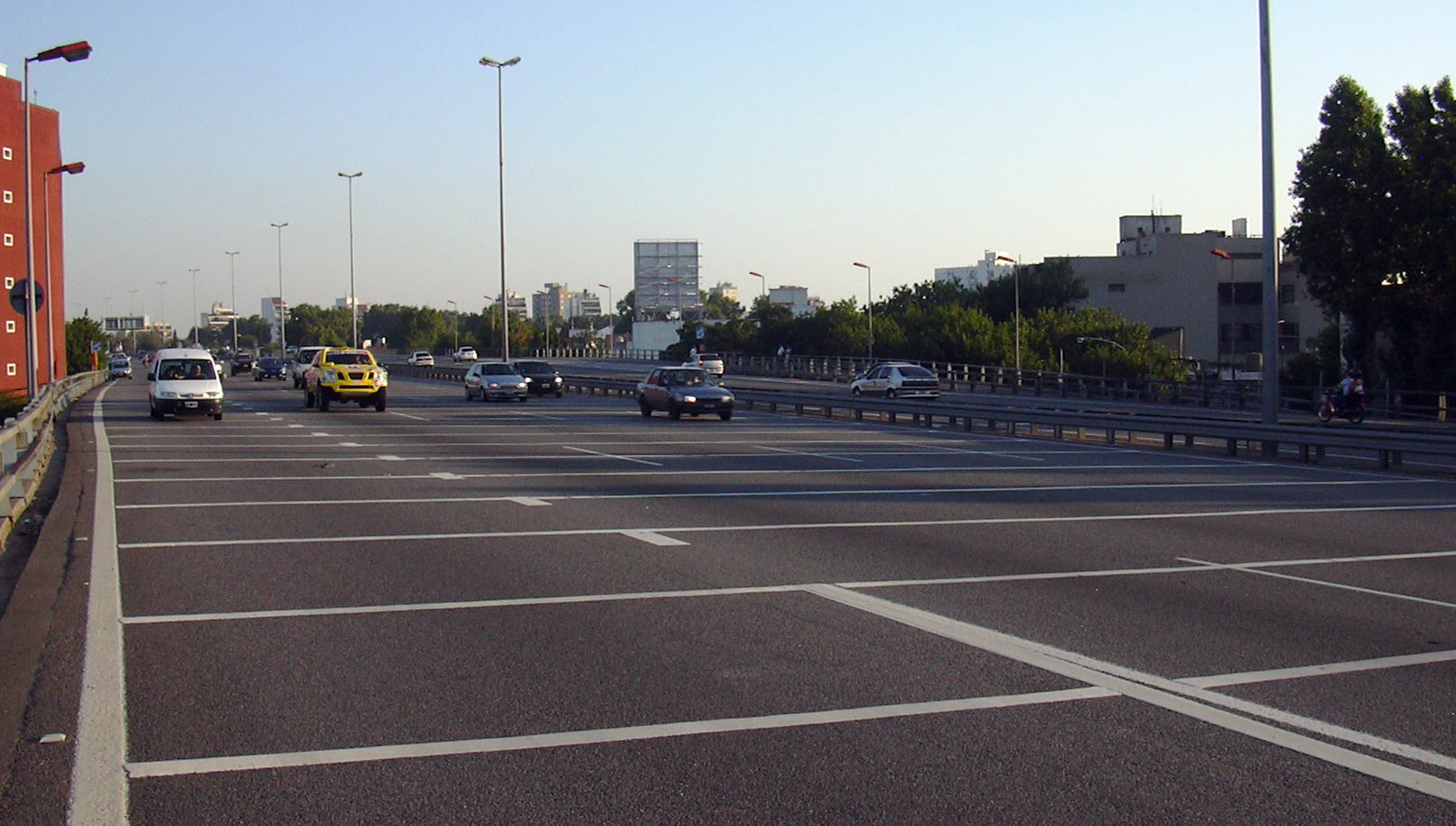
La Autopista Perito Moreno en su paso sobre la Av. Rivadavia (Villa Luro) - La camioneta amarilla es de un participante del rally Dakar de 2010
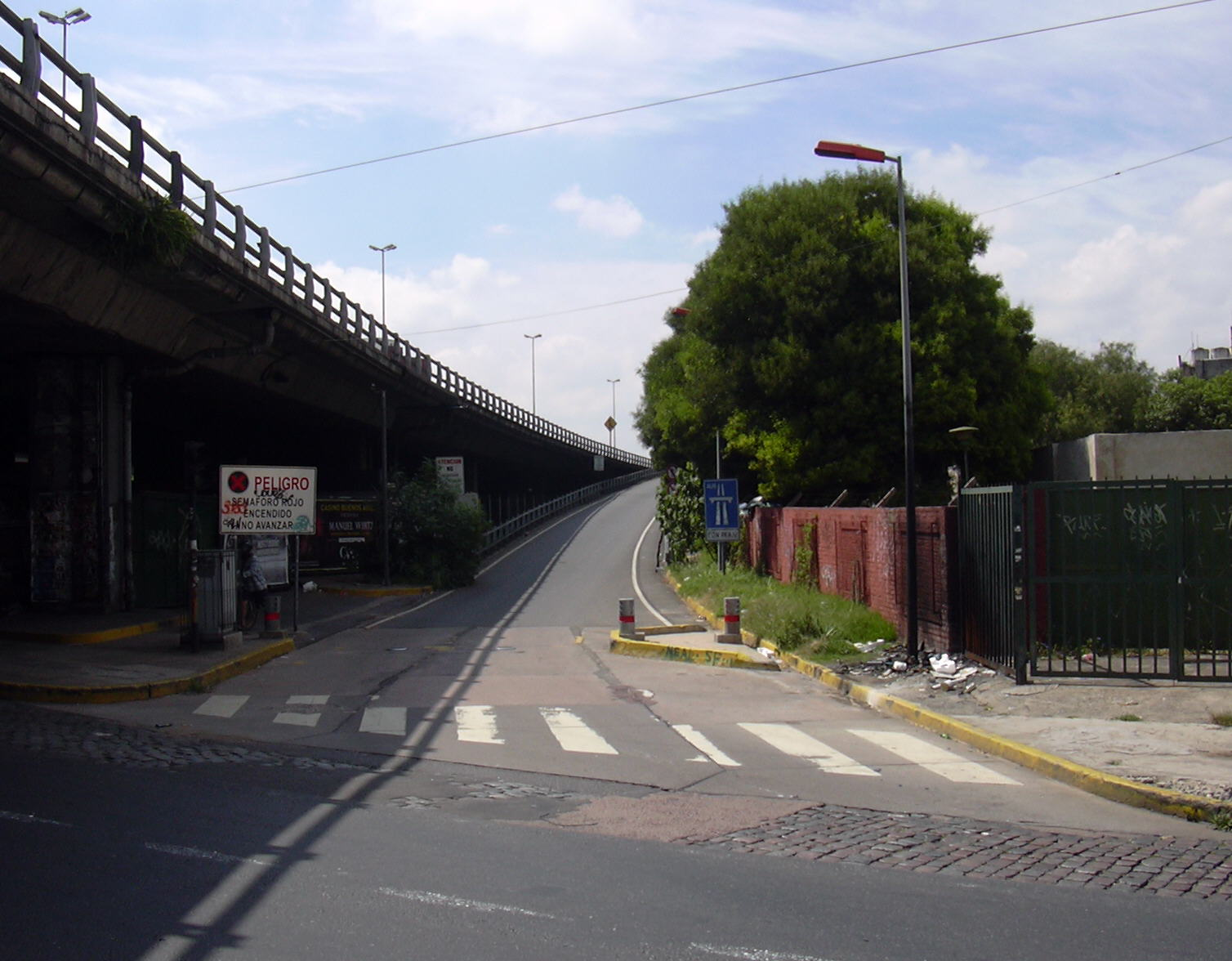
Vista desde el norte de la subida a la Autopista Perito Moreno desde la calzada sur de la Av. Rivadavia (Villa Luro)
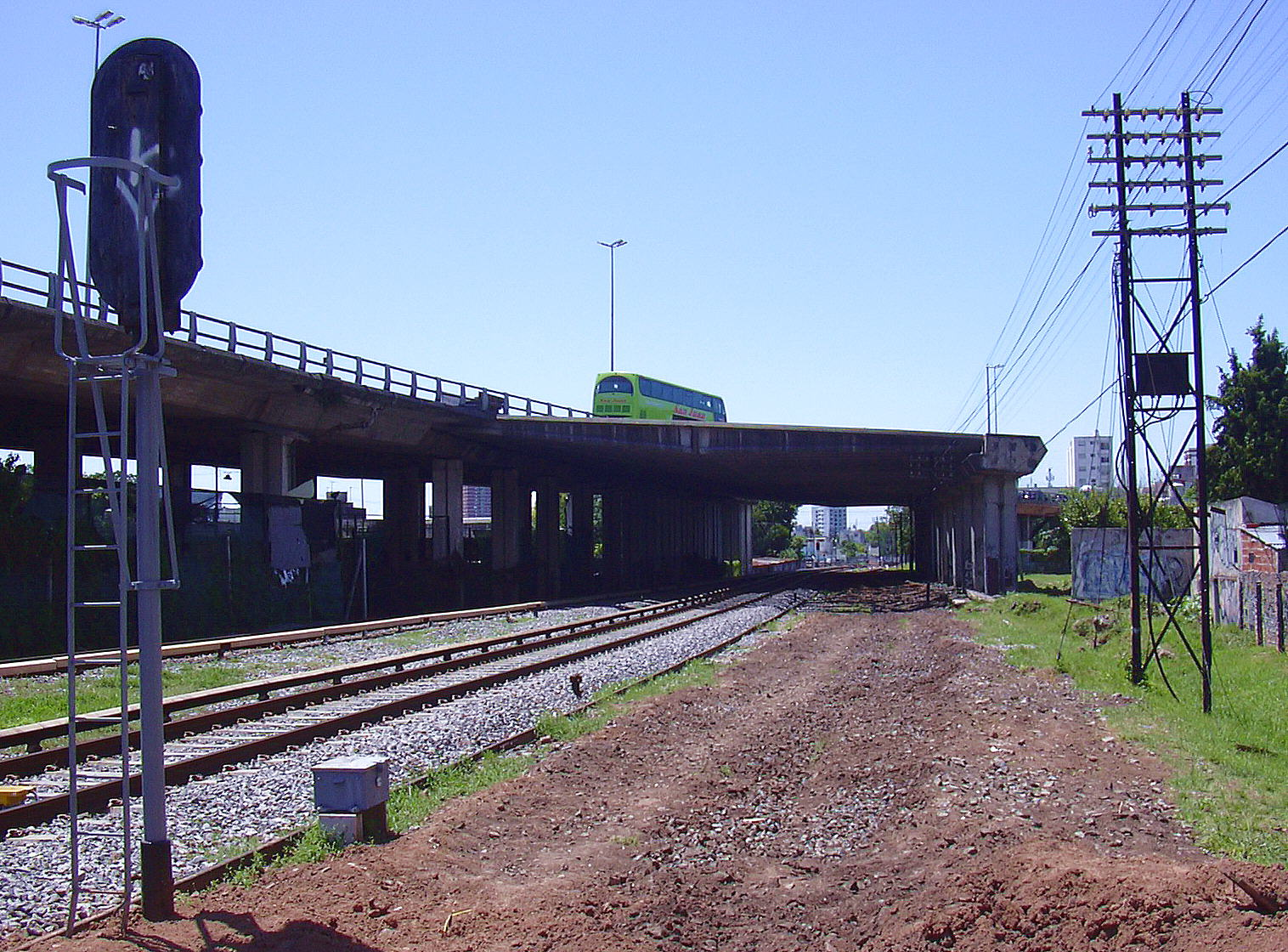
Puente de la Autopista Perito Moreno sobre el FFCC Sarmiento, en inmediaciones del acceso este de la estación Villa Luro
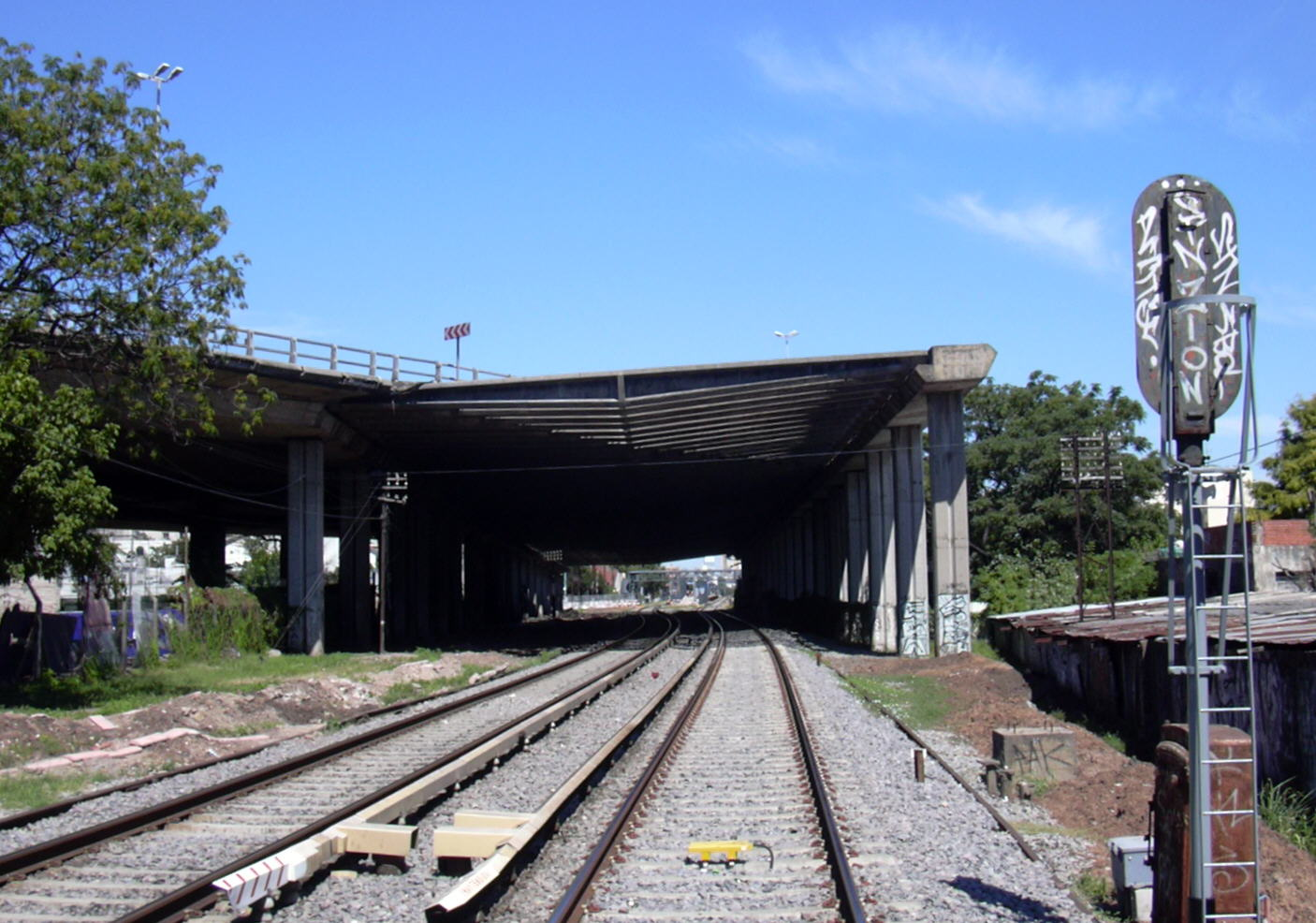
Vista desde el este del puente sobre el FFCC Sarmiento, del lado de la calle Calderón de la Barca